# Лири (река)
Ли́ри (итал. Liri) — река в Центральной Италии, впадает в реку Гарильяно.

## Этимология
Название в форме лат. Liris и др.-греч. Λίρις встречается уже в классической античной литературе. Происходит от праиталийского корня līri-, означающего «илистая вода», сохранившегося до нашего времени в диалектах Абруццо и Молизе.

## Описание
Исток реки Лири находится на северных склонах гор Симбруини вблизи коммуны Каппадоча, в области Абруццо. Протекает по долине Ровето и историческому региону Чочария в области Лацио, где в него впадает его основной приток — река Сакко. У границы с областью Кампания сливается с рекой Гари — с этого места объединённая река называется Гарильяно. Длина Лири — 120 км. Длина вместе с Гарильяно — 158 км, площадь бассейна Лири — Гарильяно — 5020 км².
В коммуне Пиньятаро-Интерамна (провинция Фрозиноне), находящейся в долине Лири, были обнаружены предметы, относящиеся к ашельской культуре, а также останки ископаемых слонов Palaeoloxodon antiquus. Также в долине реки обнаружены многочисленные объекты мустьерской культуры и стоянки бронзового и железного веков.